# 新劇 (雑誌)
『新劇』は、1954年から1992年まで白水社から刊行されていた演劇雑誌。

## 内容
1954年創刊。初代編集長は劇作家の田中千禾夫。岸田戯曲賞の選考結果が発表される雑誌でもあった。
創刊から1960年代中期までは新劇系劇作家の創作戯曲を多数掲載していた。同時に、海外（主に欧米）演劇の動向も意欲的に紹介していた。『テアトロ』『悲劇喜劇』と共に日本現代演劇の三大演劇誌とみなされていた。
畠山繁が編集長となった1960年代後半から、当時勃興していたアングラ演劇、小劇場演劇を積極的に支援するようになった。この傾向は後年まで続いた。1990年誌名を『しんげき』と改称、若者読者獲得をめざしたが成果をあげることができず、1992年誌名を再び『レ・スペック』と改め演劇周辺の芸術も取り上げようとしたが、結局同年11月号（478号）で休刊した。